# Claudiano
Claudio Claudiano (en latín, Claudius Claudianus; ¿Alejandría?, ca. 370 - Roma, ca. 405) fue un poeta de la corte del emperador romano de Occidente Honorio, en la de su tutor y regente Estilicón y en la del emperador romano de Oriente Arcadio, hermano de Honorio. 

## Biografía
Procedente de Alejandría y tal vez nacido allí, aunque según otros pudo nacer en la cercana Canopo, Claudiano aprendió a fondo el griego, su lengua materna en Egipto, así como el latín, lengua de casi toda su obra posterior, y llegó a Roma antes del año 395. Tal vez su primera composición allí fue un elogio del consulado de sus dos patrones: los jóvenes Probino (Probinus) y Olibrio (Olybrius). Esto le atrajo el interés del general Estilicón, de quien se convirtió en propagandista; se distinguió, pues, en el cortesano género panegírico, celebrando sobre todo las victorias de su mecenas, el general de origen vándalo y vencedor del visigodo Alarico I en Pollenza (403) y del mauritano Gildo, de quien se convirtió en secretario en la corte de Milán donde ejercía el puesto de regente y tutor de los emperadores. También de naturaleza cortesana son sus invectivas contra rivales en la corte de Arcadio. Estas obras le proporcionaron regalos tales como el título de vir clarissimus, tribunus y notarius, el honor de ser aceptado en el rango de los illustris, una estatua en el Foro de Trajano (con una inscripción en que la se le ensalzaba como sucesor de Homero y de Virgilio) y una novia rica, escogida por la esposa de Estilicón: Flavia Serena.
Claudiano escribió sobre todo poemas de circunstancias destinados a glorificar a Estilicón y al emperador Honorio: panegíricos, epitalamios, odas a victorias militares, invectivas... Pero también compuso dos epilios mitológicos inacabados: De raptu Proserpinae o "El rapto de Proserpina", del que se conservan un prólogo en dísticos elegíacos y tres cantos o libros en hexámetros latinos, compuesto entre 395 y 397. El primer canto, de 288 versos, relata las circunstancias que precedieron al secuestro. Plutón, cansado de su soledad, pide esposa. Ceres, preocupada por su hija Proserpina, la esconde en Sicilia. Júpiter decide no casarla y Venus ayuda al rey de los dioses. En los 372 versos del Libro II, Claudiano se centra en el secuestro: Proserpina, acompañada de otras jóvenes, estaba recogiendo flores cuando apareció Plutón y se la llevó en su carroza a su reino infernal. Allí se empieza a preparar la boda; los últimos 448 versos se centran en la búsqueda que hace Ceres de su hija. Júpiter se excusa ante los otros dioses afirmando que se vio obligado a dejar que la secuestrara para mantener el orden en el mundo. Ceres, por su parte, al darse cuenta de la desaparición de su hija, empieza a buscarla en Sicilia y en el Etna. Lope de Vega hizo una traducción (1577) cuando era muy joven, pero no se ha conservado. El poeta granadino Francisco de Faría (1562-1616) hizo otra (El robo de Proserpina... Madrid: Alonso Martín, 1606, pero aprobación y privilegio de 1603), alabada por el propio Lope de Vega y por Miguel de Cervantes y republicada en 1806, de la que hay estudio y edición reciente.  En la actualidad se cuenta con la de M. Castillo Bejarano.
Claudiano también dejó inacabada una ambiciosa Gigantomaquia, en griego, de la que solo quedan 128 hexámetros. Narraba el combate de los gigantes contra los dioses del Olimpo y era quizá obra juvenil. También ha subsistido un conjunto de pequeños poemas diversos escritos tanto en latín (Phoenix el más célebre) como en griego. La crítica moderna, sin embargo, se inclina a pensar que tanto la Gigantomaquia como algunos de los poemas en griego pertenecen a un poeta del mismo nombre un poco posterior que floreció en la época de Teodosio II (408-450) cuya existencia está atestiguada por Evagrio Escolástico en su Historia Eclesiástica I, 19.
Los críticos modernos consideran a Claudiano un buen poeta latino, uno de los últimos. Según San Agustín y también Orosio, era un pagano convencido, reacio a las novedades cristianas; su inspiración es ante todo nacional y patriótica y destaca como narrador hábil y elegante; sus pasajes áridos son aliviados de vez en cuando por un fragmento entretenido; sin embargo, su estilo está tocado por los defectos de la literatura de su tiempo, el retoricismo y la frialdad. 
Desde el punto de vista histórico, la poesía de Claudiano es una valiosa fuente primaria para su período, aunque parcial, puesto que sus poemas no registran los logros de Estilicón después de 404; los eruditos asumen que murió en ese año.

## Obras
- Panegyricus dictus Probino et Olybrio consulibus.
- In Rufinum "Contra Rufino".
- De Bello Gildonico, "De la rebelión de Gildo".
- In Eutropium "Contra Eutropio".
- Fescennina / Epithalamium de Nuptiis Honorii Augusti.
- Panegyricus de Tertio Consulatu Honorii Augusti.
- Panegyricus de Quarto Consulatu Honorii Augusti .
- Panegyricus de Consulatu Flavii Manlii Theodori .
- De Consulatu Stilichonis.
- Panegyricus de Sexto Consulatu Honorii Augusti.
- De Bello Gothico "De la guerra goda" (402-403).
- Poemas menores: Epithalamium Palladio et Celerinae, Phoenix, de Magnete y de Crystallo cui aqua inerat.